# Mu (letter)
De mu (hoofdletter Μ, kleine letter μ, Oudgrieks: μῦ) is de twaalfde letter van het Griekse alfabet. μ' is het Griekse cijfer voor 40 en ,μ is het Griekse cijfer voor 40 000.
De mu wordt uitgesproken als een /m/, zoals in meeuw.

## Gebruik
In de natuurwetenschap stelt de letter μ de viscositeit (ook: η) (stromingsleer), de magnetische permeabiliteit en de chemische potentiaal voor. In de dynamica wordt met de µ de wrijvingscoëfficiënt aangeduid.
In de statistiek en wiskunde wordt de letter μ vaak gebruikt als het populatiegemiddelde.

### Micro
Unicode maakt onderscheid tussen U+03BC μ "Griekse kleine letter mu" en U+00B5 μ "microsymbool". In de meeste lettertypen is het verschil niet te zien.
Het microsymbool μ wordt als voorvoegsel gebruikt om een factor 10−6 (micro) aan te geven, bijvoorbeeld 5 μm (5 micrometer) komt overeen met 5 × 10−6 meter. Zie ook Micro (SI-prefix).
Het microsymbool μ kan in computerbestanden ingevoerd worden met de toetscombinatie Alt+230 in een Microsoft Windows-omgeving, of met een QWERTY-toetsenbord als (Ctrl+)Alt+M. Het microsymbool μ heeft een eigen toets op het Belgische AZERTY-toetsenbord.